# Socialdemócratas para el Desarrollo de Georgia
Socialdemócratas para el Desarrollo de Georgia (en georgiano: სოციალ-დემოკრატები საქართველოს განვითარებისათვის) es un partido político en Georgia fundado en 2010.

## Historia
El partido tenía seis diputados en el Parlamento de Georgia y fue miembro de la coalición Sueño Georgiano hasta 2019, cuando abandonó la coalición debido a desacuerdos sobre las reformas de las pensiones y la justicia.

## Ideología
La misión declarada de la unión es el desarrollo de Georgia, lo que implica desarrollo social, económico, político, cultural e individual. Los principios básicos del partido son: libertad, igualdad, justicia y solidaridad. El partido fue admitido como miembro consultivo de la Internacional Socialista en febrero de 2013.

## Resultados electorales

### Elecciones parlamentarias
| Elección | Votos     | %     | Representantes | +/–         | Posición | Coalición       |
| -------- | --------- | ----- | -------------- | ----------- | -------- | --------------- |
| 2012     | 1.181.862 | 54,97 | 6/150          | 6           | 1.º      | Sueño Georgiano |
| 2016     | 856.638   | 48,68 | 6/150          | Sin cambios | 1.º      | Sueño Georgiano |
| 2020     | 4.413     | 0,23  | 0/150          | 6           | 18.º     |                 |